# Posel
Posel, starší výraz též postilión, je historické označení osoby, která osobně zprostředkovává doručení dopisu či jiné zásilky, a to zejména ve středověku. V přeneseném smyslu může posel znamenat nejen osobu („posel dobrých zpráv“), ale jakéhokoli nositele určité informace.
Etymologický původ slova může být odvozený od slovanského kořene slova „poslat“, případně od románského slova „postilion“, (srov. s franc. „postillon“, výraz pocházející ze slova „poste“ ve svém prvotním významu, tzn. ustájení koní rozmístěné po určitých vzdálenostech na cestě jako služba pro cestující, tedy nikoli ve smyslu poštovního doručování).
V řečtině je ekvivalentem českého slova posel „ángelos“, což znamená také anděl, posel Boží.

## Časopisy
V 19. století v Čechách bylo slovo „posel“ užíváno v názvech časopisů: Posel z Prahy, Pražský posel, Posel z Podhoří atd.

## Posel v různých jazycích
- Anglicky: messenger
- francouzsky: postillon
- řecky: ángelos (posel nebo též anděl).